# 日吉亜衣
日吉 亜衣（ひよし あい、1975年10月10日 - ）は、東京都出身のAV女優、元ストリッパー。

## 略歴
1994年、『スィート・スィート・スポット』でAVデビュー。1995年2月1日には大阪東洋ショー所属のストリッパーとしてもデビューした。
1995年頃にAV女優をいったん引退したが、2001年12月、『rebirth』でAV復帰を果たした。
その後、AV、ストリップのそれぞれから引退した。ストリップからの引退は、2004年4月30日:大阪東洋ショーであった。
ドキュメンタリー映画「セックスの向こう側 AV男優という生き方」（2013年公開）に「デビューしてもう20年たつのに、この映画を見たら『懐かしい』とも思えたが、ついこないだのようにも思えました。30年の歴史の中にあたしもいられたのを誇りに思えました」というコメントを寄稿している。

## 人物
異なるプロフィールがいくつかある。
- 「スィート・スィート・スポット」のケース裏面のプロフィールでは、B:80(C-65)・W:56・H:82としている[1]。

趣味:ドライブ。映画鑑賞。
スポーツ:スキー。

## 出演作品

### アダルトビデオ
1994年
- スィート・スィート・スポット（7月14日 アトラス21）※デビュー作
- 悪戯なマリオネット（8月5日 シェール）
- リップテク・アイドル（8月31日 アトラス21）
- 新任女教師 甘い放課後（9月9日 シェール）
- 人魚姫の誘惑（9月20日 オークラ出版）
- 口感度No.1 柔らかな獣（9月28日、アトラス21）
- H秘書はナマがお好き（10月14日、シェール）
- Neo出血大制服 4（10月26日、アトラス21）
- 今夜アナタにヤラレタイ（11月4日、サマンサ）
- とびっきりの純情派（11月5日、VIP）
- 新同級生（11月25日、シャイ企画）
- おクチでされるのスキ？（12月9日、VIP）
- ヴィーナス・バニー 10（12月15日、シャイ企画）
- 桃尻女子校生 恋人たちも濡れる放課後 麻宮淳子・吉野真理・日吉亜衣（12月20日、h.m.p/エイトマン）全3名

1995年
- AVアイドル伝説（1月21日、アトラス21）
- Aⅰしてあげる（1月28日、シェール）
- ザ・コールガール 2（2月10日、アトラス21）
- アイドル調教願望（2月14日、VIP）
- むっちりアイドル女学園 日吉亜衣・小森まみ・細川百合子（2月20日、エイトマン）全3名
- 檻禁ラバー（3月7日、笠倉出版社）
- ヴィーナスバニースペシャル（3月17日、シャイ企画）全10名
- GUILTY 7（3月25日、シェール）
- 若奥様の下着の湿り（4月14日、アトラス21）
- ドキドキ女子校生解剖（4月20日、笠倉出版社）
- しびれ貝の匂い 日吉亜衣・風間水絵（4月25日、シェール）
- 欲情の濡れつぼみ（5月14日、アトラス21）
- ぱっくり仰天（5月20日、シェール）
- LINGERIE DOLLS（5月23日、宇宙企画）全4名
- ハード・ボンデージ・ナイト 亜衣のヘ・ン・タ・イ初体験（6月15日、アトラス21）
- 可憐（6月20日、明文社）
- 危険な女教師 せつない片想い（6月25日、フリービジョン）
- more max 豹女達の午後（7月7日、マックス・エー）全10名
- 淫獣 姉妹 PART.2 日吉亜衣・藤原史歩（7月10日、笠倉出版社）
- NEO出血大制服 スーパーコレクション（7月29日、アトラス21）全10名
- 南極2号（8月31日、KUKI）
- AVアイドル悪女物語（9月16日、KUKI）共演:宮木汐音、矢吹まりな
- 女神たちの競艶 ヘアヌードの天使たち（9月20日、明文社）全5名
- 咲き誇れ！ 濡れたアイドルたち（9月21日、アトラス21）全6名
- ファイナルエクスタシー（10月31日、アトラス21）※引退作品
- more max特別編（11月6日、マックス・エー）全6名
- H秘書はナマがお好きスペシャル　PART2（11月18日、シェール）全4名
- エロすぐり8連発!! AVアイドル大集合!（12月14日、h.m.p/エイトマン IE-012）全8名
- 乳 TANKの天使たち 2（12月24日、KUKI）全8名
- 快楽ホスピタル 日吉亜衣（?、アブローズ UP-003）
- ラストカットでイカせて 日吉亜衣（?、アブローズ UP-004）

1996年
- 快楽エステサロン 4 逆ソープパラダイス！ 日吉亜衣（2月25日、KTファクトリー）
- 逆ソープスペシャル 快楽エステサロン デラックス（3月25日、	KTファクトリー）全4名
- VINLハウスの果実たち Vol.5（5月14日、KUKI）全8名
- エロすぐり8連発 コスプレ編（5月30日、h.m.p/エイトマン NE-005）全8名
- コスプレギャルズ DX（8月29日、シェール）全6名
- アトラス GORGEOUS（1996年8月30日、アトラス21 6A-085）全9名
  - アトラス GORGEOUS（2015年7月31日、アトラス21 AVD-050）全9名
- 下着とシーツを汚した日（10月20日、明文社）

1997年
- とくばんエレクトマガジン 秘蔵版（6月6日、アトラス21）全7名
- MAX SEX MIXサマンサバージョン（6月13日、アリスJAPAN）全5名 ※ビデオCD

1998年
- 口唇 SERVICE LIP（?、メディアバンク MAV-006）全16名

1999年
- 南極2号 ザ・グレート（5月18日、KUKI）全6名
- ザ・コールガール Selection（8月20日、アトラス21）全7名
- 三十路白書 vol.2（?、文殊）全4名

2000年
- ヴィーナスバニースペシャル（2月8日、シャイ企画）全10名 ※DVD版
- Aⅰシテあげる 日吉亜衣セレクション（3月3日、シェール）
- バニー 日吉亜衣・若菜瀬奈・矢吹まりな ほか（6月16日、メディアバンク ARD-021）
- イメクラSuper 2（7月28日、メディアバンク）全12名
- アトラス MEGA MIX 2（10月13日 VHS A00-101 11月17日 DVD、アトラス21）全18名
  - アトラスMEGAMIX 2 極上の女神たち（2015年8月31日、アトラス21 AVD-052）DVD 全18名

2001年
- NEO出血大制服完全版 1（1月17日 VHS 3月16日 DVD、アトラス21）全22名
- H秘書はナマがお好き THE BEST（6月25日、HRC/シェール）全10名
- Venus Re-mix Vol.5（8月24日、アリスJAPAN）全6名
- TANK アーカイブ（8月31日、KUKI KTD-007）全20名
- シェールベストセレクション（11月30日、シェール）全5名
- AV30人祭（12月14日、笠倉出版社）全30名
- rebirth（12月31日、アトラス21）※復帰作品

2002年
- COS-PARA（1月15日、アトラス21）
- 日吉亜衣セレクション～Aiしてあげる（1月18日、アトラス21）
- LOVE SLAVE（2月18日、アトラス21）
- プレミアムメガパック 4時間 日吉亜衣・憂木瞳・菊池エリ ほか（3月8日、日本メディアサプライ MSD-85）
- 妄想病棟（4月5日、ワープエンタテインメント）
- 義母（4月10日、ドリームチケット）他出演:くらもとまい、末永亜美 全3名
- FACE 47 日吉亜衣（4月28日、アウダースジャパン）
- style.和 KIMONO MIX（5月2日、ドリームチケット）他出演:みなみゆい、葉山小姫 全3名
- gold［en］（5月2日、ドリームチケット）他出演:渡瀬晶、叶結香里 全3名
- 雌女 #15 日吉亜衣（5月11日、アウダースジャパン）
- Super Nude VOL.2（5月17日、デジタルドリーム）他出演:後藤まみ
- A.I. ATLAS INTEGRAL（6月21日、アトラス21）多数出演
- COS-PARA Special（8月9日、アトラス21）全7名
- 溜池ゴロー 麗しの女医ペット（8月10日、ドグマ）
- イメクラSuper 2（10月5日、メディアバンク ARD-007）全12名
- Atlas Adult Actress Vol.3 17人の謝激祭（11月12日、アトラス21）全17名
- ラブシネ 2（12月10日、ビデオバンク）共演:麻宮淳子、吉野真理、愛田るか、飛鳥いずみ、宏岡みらい、中井淳子 全7名

2003年
- SHY VINTAGE 日吉亜衣（1月31日、シャイ企画）
- NEO出血大制服 4時間スペシャル 巨乳selection（4月18日、アトラス21）全11名
- Theボンデージ！ excellent club（5月14日、アトラス21）全10名
- NEO出血大制服ノーカット Vol.1（5月30日、群雄社/アトラス21）全4名 ※DVD版
- 溜池ゴロー ドグマでの全仕事作品集 Vol.2（6月10日、ドグマ）全15名
- 美人セックス愛奴 1（6月26日、笠倉出版社）全5名
- 日吉亜衣の表に出せないビデオ（7月16日 VHS & DVD、エイチ・エス映像）
- 看護婦の匂い 12（7月22日、光夜蝶）
- 溜池ゴロー 麗しのペットベスト 1 音咲絢・金子リサ・日吉亜衣（9月10日、ドグマ）全3名
- いいなりペットコレクション（10月16日、ワープエンタテインメント）全10名
- 雌女 SPECIAL EDITION 淫獣FUCK（12月4日、アウダースジャパン）全10名

2004年
- ATLAS ACTRESS COLLECTION（1月21日、アトラス21）多数出演
- ゴージャスマダムセレブ 日吉亜衣（2月1日 VHS 2月11日 DVD、麒麟堂）
- 露出SCRAMBLE（2月16日、ワープエンタテインメント）全10名
- 裁かれた女弁護士 美肉の代償 2（3月26日、シネマジック）
- 裁かれた女弁護士 美肉の代償 DX（6月25日、シネマジック）他出演:萩原未央
- オバンゴージャスコレクション 1 日吉亜衣（8月2日、麒麟堂）
- DOGMA ANTHOLOGY 1.5TH ANNIVERSARY VOL.2（9月28日、ドグマ）多数出演
- ボンテージガールズ（9月29日、アトラス21）全10名
- LEGEND GIRLS 4（12月3日、エッチアールシー）全5名
- 三十路白書 2 友崎亜希・日吉亜衣（12月30日、麒麟堂）

2005年
- 濃縮 三十路白書 総集編vol.2（9月5日、文殊）全16名
- ゴージャス7 2 オバンゴージャス特選集（12月12日、麒麟堂/オバンゴージャス）全7名

2006年
- BEST4時間 日吉亜衣（2月27日、アトラス21 AVD-298）※「スイートスイートスポット」「リップテク・アイドル」「口感度No1柔らかな獣」「Neo出血大制服4」を収録

2007年
- 熟女10人十艶 1（2月20日、麒麟堂）全10名
- 艶熟 50人 4時間ノンストップ（10月15日、チャンネルヴィ）全50名

2008年
- 激裏大放出！！あのアイドルたちのお宝映像集（10月7日、G-STYLE）全10名
- 超豪華有名女優のコスプレFUCKコレクション（11月25日、アウトビジョン HWWX-001）全14名

2010年
- h.m.p48 1990～1999 90年代AV（10月1日、ビデオバンク）全48名

2011年
- h.m.pがお贈りする 低身長女優たっぷり100人（4月1日、ビデオバンク）全100名

2012年
- 美少女AV女優の頂点 1990年代セレクション（1月7日、オールアダルトジャパン）全24名
- AV女優100人 1 時代とメーカーを越えてセレクション（1月7日、オールアダルトジャパン）全100名
- BEST4時間 日吉亜衣（6月4日、アトラス21 AVD-298）※「スイートスイートスポット」「リップテク・アイドル」「口感度No1柔らかな獣」「Neo出血大制服4」を収録 ※リバイバル

2014年
- 復刻セレクション Wパック 南極2号 ＆ AVアイドル悪女物語（3月14日、KUKI）※「南極2号/日吉亜衣」「AVアイドル悪女物語/日吉亜衣・宮木汐音・矢吹まりな」を収録
- NEO出血大制服ノーカット Vol.1 永久保存版（6月30日、アトラス21）全4名 ※リバイバルDVD版

2017年
- ドグマヒストリー 2 -ディレクターズメーカー『Dogma』・2年目の飛躍-（11月19日、ドグマ）多数出演

発売年不明
- もっとスルのよ（SPARK SP-1909）VHS
- スキャンダル・アイ・亜衣（日本ビデオ販売/ワコード・プランニング WAC-007）VHS
- 風俗ワンダーランド・日吉亜衣（日本ビデオ販売/ワコード・プランニング WAC-008）VHS
- 癒しの母、痴なる母 5 日吉亜衣（母屋 VHS:OMY-05 DVD:DOY-05）

### 映画
- 実写版 淫獣学園 3 くノ一狩り（1996年2月24日、大映）監督:倉本薫 - 雅鬼 役[6]

### Vシネマ・オリジナルビデオ
- NINE-ONE II 魔獣都市（1996年7月26日、彩プロ＝ステップバイステップ＝JVD）監督:後藤秀司[7]

### テレビ番組
- ギルガメッシュないと（1996年3月30日、テレビ東京）[8]

## 出版

### 写真集
- 日吉亜衣写真集（1994年7月30日、日本文芸社）撮影:中村隆行 ISBN 9784537024210
- TROPIKANA FIVE-MIX 日吉亜衣・吉野真理・秋元実花 ほか 全5名（1994年10月20日、桜桃書房）撮影:丸山裕 ISBN 9784756700315
- FOUR-SEASONS 美少女たちの四季 16 Girls in Hair nude Photo Collection 日吉亜衣・水沢早紀・杉本ゆみか ほか 全16名（1994年11月15日、司書房）撮影:横山こうじ
- 文庫サイズ写真集 発熱体験 神乃毬絵・細川百合子・日吉亜衣 ほか 全11名（1994年12月5日、KKベストセラーズ）撮影:小町剛廣 ほか ISBN 9784584380192
- 秘宮 labyrinth 神乃毬絵・日吉亜衣 ほか 全4名（1994年12月15日、海王社）撮影:小野麻早 ISBN 9784877240264
- Inside Story ～AV女優たちの私生活～ 吉野真理・日吉亜衣 ほか 全4名（1995年5月25日、海王社）撮影:丸山裕 ISBN 9784877240370
- MADUMOISELLE 夕樹舞子・城麻美・日吉亜衣 ほか（1995年12月1日、ムッシュ企画）
- TROPICAL HEAVEN 熱帯の楽園 秋野麗菜・日吉亜衣・神乃毬絵・寺嶋早紀 全4名（1996年6月1日、海王社）撮影:小野麻早 ISBN 9784877240486
- ギルガメッシュ・ナイト写真集 all collections 憂木瞳・麻宮淳子・日吉亜衣 ほか多数（1996年8月5日、ぶんか社）撮影:渡邊香富 ISBN 9784821121069
- ザ・ストリッパー 3 舞姫伝説46人 鈴木麻奈美・山咲あかり・日吉亜衣 ほか 全46名（2001年3月30日、双葉社）撮影:原芳市 ISBN 9784575292039

### 雑誌
- Beppin 1994年7月号（英知出版）
- WEEKLY プレイボーイ 1994年8月16日号（集英社）
- ザ・べストマガジンスペシャル 1994年8月号（KKベストセラーズ）
- Girl Friends ガールフレンズ 1994年8月号、1995年7月号（若生出版）
- BOY’S LIFE ビデオボーイ 1994年8月号増刊（英和出版）
- LOVE COLLECTION ラブコレクション Vol.3（1994年9月1日、ワニマガジン）
- GAL’Sコレクション 夏（1994年9月8日、少年画報社）
- BIG4 VOL.13（1994年9月14日、竹書房）
- 特冊新選組 1994年9月18日号（竹書房）
- オレンジ通信 1994年9月号（表紙）
- URECCO 1994年9月号、12月号、1995年4月号（ミリオン出版）
- ビデオボーイ 1994年9月号、10月号、12月号、1995年7月号（英知出版）
- ザ・ベストヌードセレクション THE SPARK GIRLS Vol.6（1994年10月10日、KKベストセラーズ）
- 写華力 VOL.3（1994年10月20日、メディアックス）
- すッぴん 1994年10月号（英和出版）
- ベストビデオ 1994年11月号、12月号、1995年1月号、11月号、1996年3月号（三和出版）
- PHOTO SHOT Vol.5（1994年12月15日、英知出版）
- PHOTO SHOT Vol.6（1995年1月10日、英知出版）
- SexyDolls 9 日吉亜衣のプライベートレッスン（1995年2月18日、宝島社）※CD-ROM付き
- GOKUH 1995年3月号（英和出版）
- パンストピア NO.9（1995年4月10日、日本出版）
- 週刊宝石 1995年6月22日号（光文社）
- VIP MAGAZINE 1995年6月号（大洋図書）
- SexyDolls 14（1995年7月12日、宝島社）※CD-ROM付き
- BIG4 特別編集 ozawa 永久保存版 総集編（1995年7月23日、竹書房）撮影:小沢忠恭
- Bejeans 1995年11月15日号（英和出版）
- ビデオ情報 1995年12月15日初冬増刊号（日本文芸社）
- Venusbook 3（1995年12月20日、京恵出版）
- PHOTO SHOT Vol.14（1996年2月25日、英知出版）
- 動く次世代3Dデジタル写真集 VOL.1（1996年5月10日、三和出版）
- レモンノート 1996年6月号（英和出版社）
- Sweet Lingerie 4（1996年10月5日、英知出版）
- AVアイドルライブドキュメント 2002年7月号（風林館）